# Prem Singh
Prem Singh es un  diplomático, indio retirado.
- En 1962 durante la guerra sino-india desempeñó como Oficial encargado en Ejército de la India.
- De enero de 1978 a septiembre de 1979 fue tenía Execuátur como Cónsul General en El Cairo, Primer Secretario de embajada en la misión ante el Oficina de la Organización de las Naciones Unidas en Ginebra y secretario del Ministerio de Asuntos Exteriores (India).
- De octubre de 1979 a junio de 1981 fue Alto Comisionado Adjunto, en Puerto Louis (Mauricio).
- De julio de 1981 a noviembre de 1982 estaba actuando como Alto Comisionado en Puerto Louis.
- De 1983 a 1984 fue Embajador Atenas.
- De noviembre de 1982 a agosto de 1986 fue Embajador en Baréin.
- De julio de 1987 a febrero de 1988 fue Alto Comisionado en Puerto Louis.
- De febrero de 1988 a julio de 1991 fue Officer on Special Duty (India) en Nueva Delhi.
- Después de la Invasión de Kuwait del agosto de 1991 al julio de 1995 fue Embajador en la Ciudad de Kuwait y ministro de comercio y director general de suministro de embajada en Washington D. C.
- De agosto de 1995 a julio de 2000 fue alto comisionado en Singapur.
- En julio de 2000 fue jubilado.[1]